# 29869 Chiarabarbara
29869 Chiarabarbara este un asteroid din centura principală de asteroizi.

## Descriere
29869 Chiarabarbara este un asteroid din centura principală de asteroizi. A fost descoperit pe 4 aprilie 1999 la San Marcello Pistoiese de Andrea Boattini și Germano D'Abramo. Asteroidul prezintă o orbită caracterizată de o semiaxă mare de 3,08 ua, o excentricitate de 0,04 și o înclinație de 15,6° în raport cu ecliptica.